# George Eliot
George Eliot, pseudonimo di Mary Anne (Marian) Evans coniugata Cross (Arbury, 22 novembre 1819 – Londra, 22 dicembre 1880), è stata una scrittrice britannica, una delle più importanti dell'età vittoriana.
Mary Anne Evans usò uno pseudonimo maschile a partire dalla sua prima opera narrativa, Scenes of Clerical Life, come era comune a quel tempo per le scrittrici (per esempio, le sorelle Brontë). Lo fece per due ragioni: da un lato, come disse lei stessa, per essere presa sul serio ed evitare che i suoi romanzi fossero letti col preconcetto che si trattasse di sola letteratura "per signore", e quindi minore, non comparabile alla grande letteratura; dall'altro lato desiderava tenere le sue opere al riparo del pregiudizio sociale che la colpiva in quanto compagna di un uomo sposato, il filosofo e critico George Henry Lewes, con il quale visse vent'anni. Fu solo dopo aver raggiunto una certa fama come romanziera che si fece avanti per rivendicare le proprie opere, con lo scandalo di molti lettori; e nonostante il successo, le occorse ancora molto tempo per essere accettata nella buona società. Continuò sempre comunque ad usare lo pseudonimo con cui era diventata celebre.
I suoi romanzi sono ambientati prevalentemente in Gran Bretagna e sono famosi per lo stile realista e l'approfondimento psicologico dei personaggi.

## Biografia
Mary Anne Evans era la terza figlia di Robert Evans e Christiana Pearson. Oltre a una sorella e a un fratello maggiori, Mary Anne (spesso chiamata più brevemente Marian) ebbe anche due fratellastri, frutto del precedente matrimonio del padre con Harriet Poynton. Il padre, Robert, era amministratore di una tenuta. All'inizio del 1820 la famiglia si trasferì in una località chiamata Griff, a metà strada tra Nuneaton e Coventry. La giovane Evans mostrò subito un'intelligenza particolarmente brillante e, grazie all'importante ruolo svolto dal padre nella zona, riuscì ad accedere alla biblioteca di Arbury Hall che si rivelò fondamentale per la sua formazione culturale. Anche la religione influenzò notevolmente la sua vita: crebbe infatti in una famiglia anglicana appartenente alla "Chiesa bassa", ma a quell'epoca il territorio delle Midlands era un'area occupata da molti dissidenti religiosi e quelle credenze entrarono a far parte della sua educazione. Frequentò le scuole ad Attleborough, Nuneaton e Coventry come studentessa interna. La sua insegnante a Nuneaton (Maria Lewis, la destinataria delle sue prime lettere) era anglicana, e la scuola di Coventry era gestita da suore battiste.
Nel 1836 morì la madre e la Evans lasciò la scuola per occuparsi della casa, ma continuò gli studi con un insegnante privato, grazie ai consigli di Maria Lewis. Il fratello, Isaac, si sposò quando lei aveva 21 anni e prese possesso della casa di famiglia, così la Evans e il padre si trasferirono a Foleshill, vicino a Coventry. La vicinanza con la buona società di Coventry le permise di fare delle nuove conoscenze anche con personalità di spicco, come Charles e Clara Bray. Charles Bray si era arricchito con la fabbricazione di nastri e aveva speso le proprie ricchezze per la costruzione di scuole ed altre opere filantropiche. Era un libero pensatore in questioni religiose e un progressista in politica, e la sua casa a Rosehill era un luogo di incontro e di dibattito per i sostenitori delle teorie più radicali. Mary Ann conobbe diverse persone a casa di Bray, tra le quali Robert Owen, Herbert Spencer, Harriet Martineau e Ralph Waldo Emerson. Grazie a questo tipo di conoscenze, Mary Ann venne iniziata a forme di pensiero molto più liberali, che confermarono i suoi dubbi sulla verità letterale della Bibbia, e smise di andare in chiesa. Aver messo in questione la fede religiosa causò una rottura tra Mary Ann e la sua famiglia, e il padre minacciò di cacciarla di casa, anche se questo non successe mai e, anzi, la ragazza continuò a frequentare la chiesa e a fare da governante al padre fino alla morte di lui, nel 1849. La prima opera letteraria di rilievo di Mary Ann fu una traduzione della Vita di Gesù di David Strauss (1846), che completò dopo che un altro membro del circolo di Rosehill l'aveva lasciata incompiuta.
Immediatamente dopo la morte del padre, la Evans si recò in Svizzera con i coniugi Bray, dove visse a Ginevra in modo indipendente e fece amicizia con François d'Albert Durade e sua moglie Juliet. Al suo ritorno si trasferì a Londra con l'intenzione di diventare una scrittrice, in un primo tempo con il nome di Marian Evans. Per un anno, dal 1850 al 1851 s'iscrisse al Bedford College dove studiò matematica. Soggiornò per un periodo nella casa di John Chapman, l'editore radicale che aveva conosciuto a Rosehill e che pubblicò la sua traduzione. Chapman era diventato da poco proprietario della rivista di sinistra The Westminster Review, e Marian nel 1851 ne divenne il vicedirettore. Nei successivi tre anni fu Marian a sbrigare il grosso del lavoro, anche se Chapman era formalmente il direttore; mandava avanti la rivista e allo stesso tempo collaborava scrivendo molti articoli, dalle monografie alla critica.

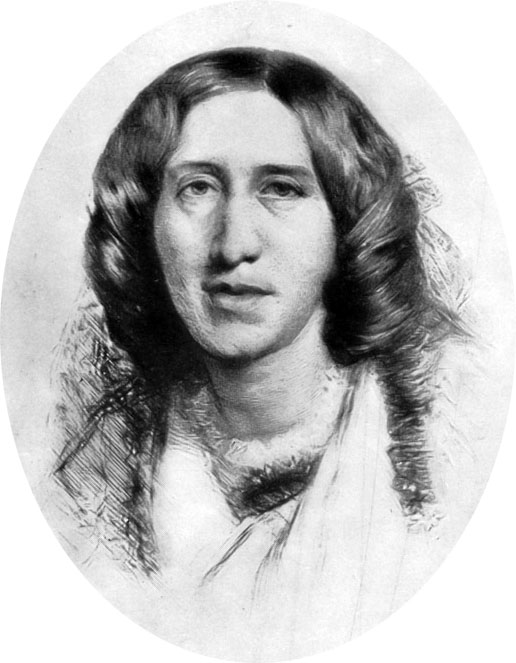
Aveva la fronte bassa, gli occhi di un grigio spento, il naso grande e pendulo, una bocca larga nella quale si intravedevano i denti storti, e il mento e la mascella 'qui n'en finissent pas'... Eppure in questa vasta bruttezza risiede una bellezza potentissima che in pochi minuti rapisce e affascina la mente, cosicché, alla fine, ci si ritrova innamorati di lei, come è accaduto a me. Sì, consideratemi innamorato di questa grande intellettuale dalla faccia cavallina.
— Henry James, in una lettera al padre

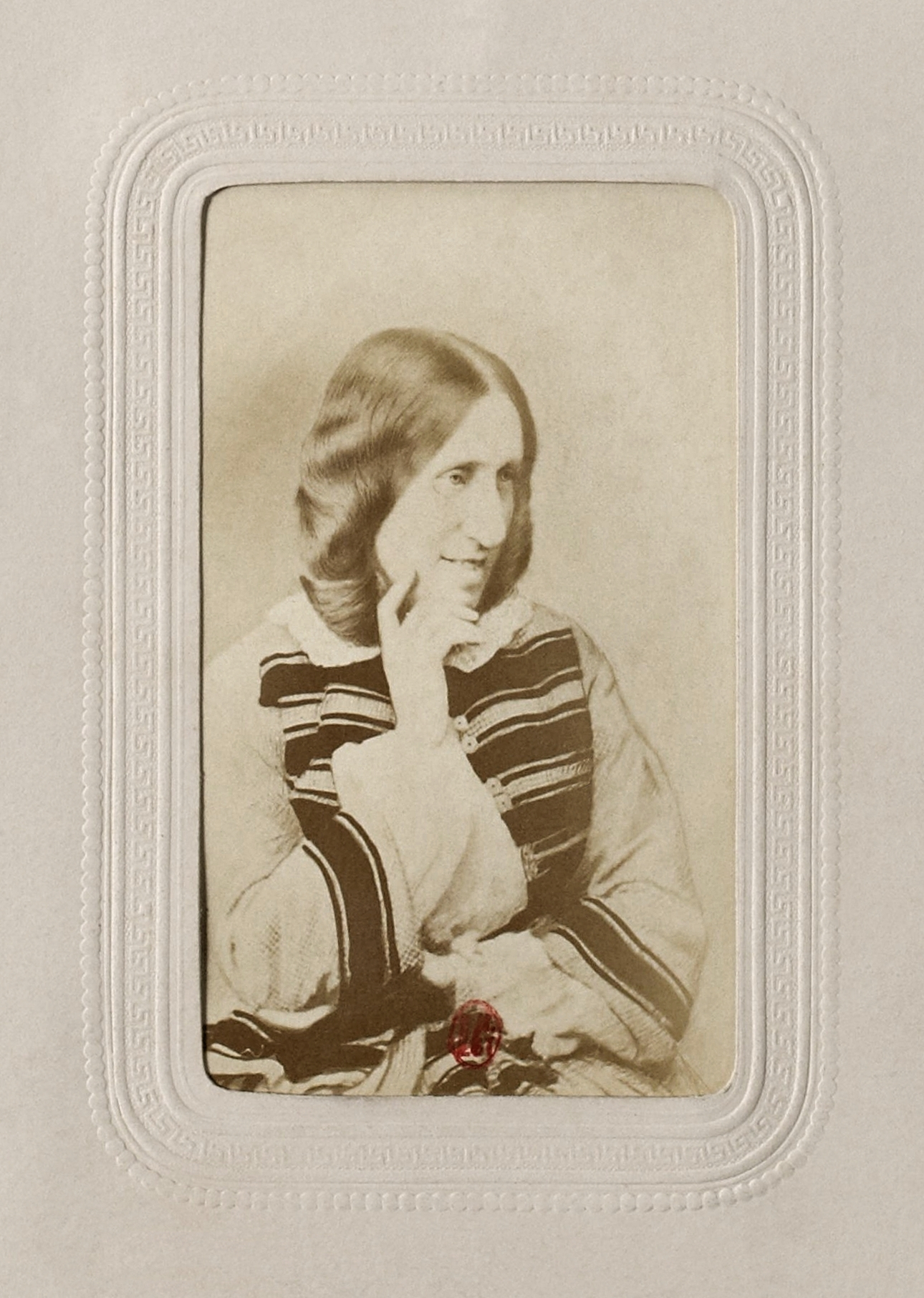
George Eliot, ca.1865

Le donne scrittrici non erano così rare a quel tempo, ma il ruolo di Marian alla direzione di una rivista letteraria era decisamente inusuale e malvisto. Benché chiaramente molto determinata, Marian era facilmente suscettibile, depressa e paralizzata da insicurezze. Era consapevole della sua bruttezza ed ebbe a soffrire per innamoramenti "imbarazzanti", non ricambiati: ad esempio con il suo datore di lavoro Chapman (che era sposato e viveva con la moglie e l'amante) e con Herbert Spencer.
Il filosofo e critico George Henry Lewes incontrò Marian Evans nel 1851 e i due vissero insieme a partire dal 1854. Lewes era sposato con Agnes Jervis, ma avevano deciso di avere un matrimonio aperto; oltre ai tre figli avuti con Lewes, Agnes ebbe infatti diversi figli con un altro uomo. Lewes aveva delle difficoltà legali nel divorziare da Agnes per adulterio perché aveva riconosciuto i figli della moglie come suoi. Nel 1854 Marian e Lewes partirono alla volta di Weimar e di Berlino a scopo di studio. Prima di recarsi in Germania Marian aveva continuato ad occuparsi di filosofia della religione con una traduzione di L'essenza del Cristianesimo di Ludwig Feuerbach e durante il suo soggiorno all'estero scrisse alcuni saggi ed iniziò la traduzione dei libri dell'Etica di Spinoza, un lavoro che completò solo anni più tardi e fu pubblicato dopo la sua morte.
Il viaggio in Germania fu anche una di luna di miele per Marian e Lewes: da quel momento si considerarono sposati, e Marian si faceva chiamare "Mrs Evans Lewes". Nella società vittoriana non era insolito intrattenere delle relazioni extraconiugali, purché si salvassero le apparenze e si mantenesse una certa discrezione. Ciò che fece scandalo e attirò accuse di bigamia fu la pubblica ammissione della relazione da parte dei Lewes. Al loro ritorno in Inghilterra vissero lontani dalla società letteraria di Londra, evitando ogni contatto e venendo ripagati in egual misura. Continuando a scrivere articoli per la Westminster Review, Marian decise di scrivere romanzi. Uno degli ultimi saggi pubblicati sulla Review si può considerare il suo manifesto letterario: Silly Novels by Lady Novelists. Il saggio criticava le trame ridicole e banali di certi romanzi dell'epoca scritti da donne. In altri scritti l'autrice elogia il realismo dei romanzi europei dell'epoca. Adottò a quell'epoca anche un nuovo pseudonimo, con il quale sarà ricordata per sempre: George Eliot. Il nome maschile servirà a distanziarla dalle scrittrici dei romanzi da lei giudicati ridicoli, ma anche a nascondere la delicata questione del suo stato coniugale.
Nel 1857 il Blackwood's Magazine pubblicò Amos Barton, la prima delle Scenes of Clerical Life (Scene di vita clericale), che venne accolta favorevolmente come, in seguito, le Scene successive. Il primo romanzo completo, pubblicato nel 1859, fu Adam Bede, che riscosse un successo immediato, suscitando nei lettori un vivo interesse per l'autore. Si riteneva che Scene di vita clericale fosse stato scritto da un curato di campagna o forse dalla moglie di un pastore. La curiosità sull'autore aumentò con l'incredibile popolarità raggiunta da Adam Bede, e ci fu persino un uomo, tale Joseph Liggins, che rivendicò la paternità del romanzo. Alla fine il vero George Eliot fece un passo avanti e Marian Evans Lewes ammise di essere l'autrice dell'opera. Le rivelazioni sulla vita privata di Eliot sorpresero e scossero molti fra gli ammirati lettori dei suoi lavori, ma apparentemente non intaccarono la sua popolarità come autrice. La relazione di Eliot con Lewes diede alla donna il coraggio e la stabilità necessarie sia per scrivere romanzi, sia per liberarsi dalle insicurezze, ma ci volle ancora del tempo prima che la coppia venisse accettata dalla buona società. La piena accettazione fu finalmente confermata nel 1877, quando vennero presentati alla Duchessa di Argyll, figlia della Regina Vittoria; entrambe erano lettrici di George Eliot.
Dopo la popolarità di Adam Bede, continuò a scrivere romanzi di successo per i successivi quindici anni. Il suo ultimo romanzo fu Daniel Deronda, scritto nel 1876. Dopo quest'opera la coppia si trasferì a Witley nel Surrey, ma a partire da quel momento la salute di Lewes peggiorò ed egli morì due anni dopo, il 30 novembre 1878. Eliot trascorse i successivi due anni a curare la pubblicazione dell'ultimo lavoro di Lewes, Life and Mind (Vita e mente), e trovò conforto in John Walter Cross, un giovane agente d'affari scozzese che aveva perso la madre da poco.
Il 6 maggio 1880 George Eliot sfidò ulteriormente le convenzioni sociali sposandolo, nonostante fosse di vent'anni più giovane. Cambiò così nuovamente nome, questa volta legalmente, in Mary Ann Cross. Il matrimonio quantomeno fece piacere al fratello Isaac, che aveva tagliato i ponti con la sorella a causa della sua convivenza con Lewes, ma che in questa occasione le inviò le felicitazioni. John Cross era un personaggio abbastanza instabile: durante la luna di miele a Venezia ebbe una crisi (depressiva o delirante) e si buttò dal balcone dell'hotel sul Canal Grande mentre la moglie parlava col medico in un'altra stanza. Sopravvisse e la coppia fece ritorno in Inghilterra. Si trasferirono in una nuova casa a Chelsea, ma Eliot contrasse un'infezione alla gola che, associata alla disfunzione ai reni di cui soffriva da alcuni anni, la portò alla morte il 22 dicembre del 1880 a 61 anni.
Come non credente dichiarata, e a causa della sua irregolare relazione con Lewes, non poté avere sepoltura a Westminster Abbey, come avrebbe desiderato, ma è sepolta nel cimitero di Highgate a Londra nell'area riservata ai dissidenti religiosi accanto a George Henry Lewes.

## Il giudizio letterario
L'opera più famosa di Eliot, Middlemarch (Middlemarch: studi di provincia), è un punto di svolta nella storia del romanzo. Usando abilmente contrappunto e trama, Eliot presenta le vicende di un gruppo di abitanti di un piccolo villaggio inglese alla vigilia della riforma elettorale (Reform Bill) del 1832. I personaggi principali, Dorothea Brooke e Tertius Lydgate, desiderano ardentemente una vita eccezionale ma sono fortemente limitati sia dalle loro stesse aspettative irreali, sia dalla società conservatrice. Il romanzo è degno di nota per la sua profonda introspezione psicologica e per i sofisticati ritratti dei personaggi.
Gli scritti di Eliot rivelano tutti un acuto senso della politica e dei condizionamenti sociali.  Da Adam Bede a Il mulino sulla Floss (The Mill on the Floss) e in Silas Marner (uno dei più letti), Eliot presenta dei casi di emarginazione sociale nelle piccole città. Nessun autore, dopo Jane Austen, è stato così consapevole e acuto, a livello sociale, nel descrivere l'ipocrisia dei signorotti di campagna. Felix Holt, the Radical e The Legend of Jubal sono dei romanzi chiaramente politici, e anche in Middlemarch le crisi politiche sono il punto nevralgico dell'opera. I lettori dell'epoca vittoriana apprezzavano i suoi libri soprattutto per le descrizioni di questa società provinciale, che Eliot scriveva ricorrendo ai propri ricordi d'infanzia. Inoltre, come Wordsworth, Eliot riteneva che i dettagli mondani della vita di campagna fossero estremamente significativi. I suoi interessi, tuttavia, non restarono confinati alle sue radici nella provincia inglese. Romola, una novella storica ambientata nella Firenze del tardo XV secolo e che include fra i personaggi Girolamo Savonarola, testimonia un allargamento di prospettiva, e The Spanish Gypsy fu un coraggioso tentativo di scrivere in versi, anche se la popolarità di questo lavoro non è stata duratura.
Eliot si interessò sempre molto alla filosofia morale e alla comprensione del fenomeno religioso da un punto di vista umano, a cominciare dalle sue traduzioni giovanili di Strauss, Feuerbach e Spinoza. L'influenza profonda di queste letture si sente nella sua narrativa, scritta con un tipico senso di umanesimo agnostico, che le è proprio. Particolarmente l'aveva convinta la concezione del cristianesimo di Feuerbach, che considera la fede come una proiezione della natura umana al di fuori di sé, in una figura divina. Nella novella Romola la protagonista interpreta il linguaggio religioso in termini umani e secolari, in maniera sorprendentemente moderna. Pur non essendo religiosa, ed essendo anzi critica nei confronti della religione, Eliot tuttavia mantenne sempre un atteggiamento di rispetto nei confronti della tradizione religiosa, e dei suoi riflessi morali.
Gli elementi religiosi presenti nei romanzi di Eliot sono spesso dovuti alla educazione ricevuta; per esempio le esperienze di Maggie Tulliver, protagonista di "The Mill on the Floss", sono simili a quelle della stessa Mary Anne Evans. Nel convincimento di Silas Marner che la sua alienazione dalla chiesa coincida anche con l'alienazione dalla società, si rispecchia il rifiuto della pratica religiosa da parte dell'autrice. L'opera maggiormente autobiografica a questo proposito è Looking Backwards, un capitolo di Impressions of Theophrastus Such, il suo ultimo lavoro edito.
Nel periodo di Daniel Deronda, le vendite dei libri di Eliot erano in calo e la sua fama si era un po' appannata. A ciò si aggiunse la biografia scritta dal marito dopo la morte di Eliot, uno scritto che la idealizzava come una santa, un'immagine totalmente in disaccordo con la vita anticonformista che effettivamente aveva condotto. Nel XX secolo venne difesa da un nuovo gruppo di critici, tra i più eminenti Virginia Woolf che definì Middlemarch "uno dei pochi romanzi inglesi scritti per adulti". Martin Amis e Julian Barnes lo definirono il più grande romanzo in lingua inglese. I numerosi adattamenti cinematografici e televisivi dei libri di Eliot hanno portato nuovamente questa autrice alla ribalta, facendola conoscere a moltissimi lettori.
Come autrice Eliot ebbe successo non solo nelle vendite; era e rimane una delle scrittrici più apprezzate per lo stile e la chiarezza del suo pensiero. Le strutture sintattiche di Eliot sono solide, libere e ben equilibrate;  nella scrittura mescola con un'insolita padronanza limpidezza, acutezza di osservazione e ironia.

## Opere

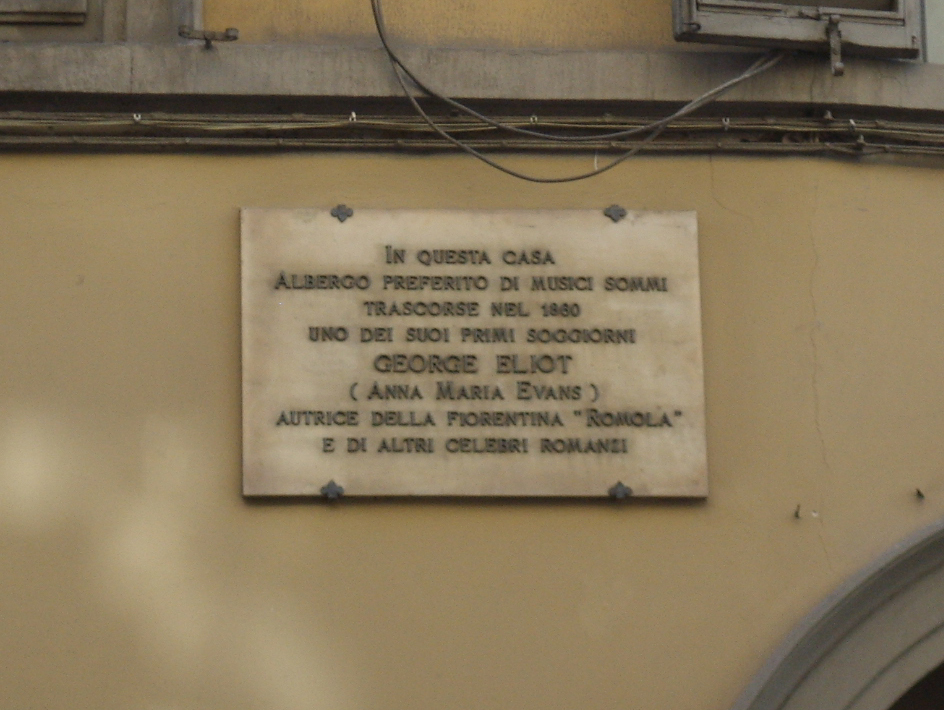
Targa che ricorda George Eliot a Firenze, Via de' Tornabuoni

### Romanzi
- Adam Bede, 1859
- The Mill on the Floss, 1860, pubblicato in Italia con il titolo Il mulino sulla Floss[5]
- Silas Marner, 1861, pubblicato in Italia anche con i titoli Il tessitore di Raveloe e La bella storia di Silas Marner[5]
- Romola, 1863
- Felix Holt, the Radical, 1865, trad. it. Felix Holt, il Radicale.
- Middlemarch, 1871-72, trad. it. Middlemarch: studi di provincia.
- The Legend of Jubal, 1874.
- Daniel Deronda, 1876.

### Altre opere
- Scenes Of Clerical Life, 1858, (trad. it Scene di vita clericale)
  - Amos Barton
  - Mr Gilfil's Love Story
  - Janet's Repentance
- The Lifted Veil, 1859, pubblicato in Italia con i titoli Il velo dissolto, Il velo sollevato, Il velo strappato[5](racconto gotico-onirico, eccezione importantissima nella narrativa della scrittrice)
- Brother Jacob, 1864, pubblicato in Italia con il titolo Jacob e suo fratello[5]
- The Spanish Gypsy (1865)
- Agatha, 1869
- Brother and Sister, 1869
- Armgart, 1871
- Arion, 1874
- A Minor Prophet, 1874
- Stradivarius, 1874
- A College Breakfast Party, 1879
- The Death of Moses, 1879
- Impressions of Theophrastus Such, 1879